# Neoempheria rostrata
Neoempheria rostrata är en tvåvingeart som beskrevs av Edwards 1940. Neoempheria rostrata ingår i släktet Neoempheria och familjen svampmyggor. Inga underarter finns listade i Catalogue of Life.